# Guy Stewart Callendar
Guy Stewart Callendar (9 de febrer de 1898 - 3 d'octubre de 1964) fou un enginyer de màquines a vapor i inventor anglès. La seva principal contribució al coneixement humà va ser el desenvolupament de la teoria que relacionava l'augment de les concentracions de diòxid de carboni a l'atmosfera amb la temperatura global. El 1938, va ser el primer a demostrar que la temperatura terrestre de la Terra havia augmentat durant els 50 anys anteriors.Aquesta teoria, proposada anteriorment per Svante Arrhenius, s'ha anomenat efecte Callendar. Callendar va pensar que aquest escalfament seria beneficiós, retardant el "retorn de les glaceres mortals", referint-se als cicles glacials.
El treball professional de Callendar sobre vapor i pressió es va dur a terme sota el patrocini de la British Electrical and Allied Industries Research Association, que representava els fabricants de turbines. Més tard es va centrar en la investigació sobre bateries i piles de combustible. Tot i que Callendar era un climatòleg aficionat, va ampliar el treball de diversos científics del segle XIX, inclosos Arrhenius i Nils Gustaf Ekholm. Callendar va publicar 10 articles científics importants, i 25 de més breus, entre 1938 i 1964 sobre l'escalfament global, la radiació infraroja i el diòxid de carboni antropogènic. Altres científics, en particular Gilbert Plass i Charles Keeling, van ampliar el treball de Callendar als anys 50 i 60.